# آغبولاغ
آغبولاغ (به ارمنی: Աղբուլաղ) یک روستای پیشین در ارمنستان است که در استان سیونیک واقع شده است. آغبولاغ در ۹ کیلومتری جنوبغرب شورنوخ واقع شده است.

## خصوصیات
آغبولاغ طبق سرشماری سال ۲۰۱۱ خالی از سکنه است  و در ارتفاع ۱۷۰۰ متر بالاتر از سطح دریا قرار گرفته است.